# إد دوهرتي (سياسي)
إد دوهرتي هو طبيب عيون وسياسي كندي، ولد في 22 مايو 1949 في مونكتون في كندا. نشط حزبياً في الجمعية الليبرالية لنيو برونزويك ‏. وقد انتخب عضو الجمعية التشريعية لنيو برونزويك ‏ عن دائرة Saint John Harbour (electoral district) ‏ خلال فترته النيابية ‏.